# کارسدو د بورگس
کارسدو د بورگس (به اسپانیایی: Carcedo de Burgos) یک شهرستان در اسپانیا است.